# 정유미 (기자)
정유미 (1983년 3월 12일 ~ )는 대한민국의 SBS의 기자이다.

## 학력
- 고려대학교 정치외교학과 (2001학번 / 학사)

## 경력
- 2006년 SBS 보도본부 기자 입사
- 2007년 SBS 보도본부 사회부 사건팀 기자
- 2008년 SBS 보도본부 국제부 기자
- 2017년 SBS 보도본부 편집부 기자
- 2022년 SBS 보도본부 정치부 기자

## 뉴스
- SBS TV : 《SBS 8 뉴스》앵커 (주말, 2023년 4월 8일 ~ 2025년 4월 13일)
- SBS TV : 《SBS 8 뉴스》임시앵커 (평일, 2023년 11월 6일 ~ 11월 10일, 2024년 9월 23일 ~ 9월 27일)
- SBS 정치스토브리그 메인 앵커 (2023년 7월 12일 ~ 현재)